# Paris Habitat
Paris Habitat est l'office public de l'habitat (OPH) de la ville de Paris.
Juridiquement, Paris Habitat est le successeur de l'office public d'habitations à bon marché de la ville de Paris (OPHBM.VP) et l'office public d'aménagement et de construction de Paris (OPAC de Paris). Présent dans 54 communes, à Paris et dans sa métropole, Paris Habitat loge plus de 281 100 habitants et gère un patrimoine de plus de 125 800 logements.

## Création de l'OPHBM.VP
L'office public d'habitations à bon marché de la ville de Paris est créé en 1914.

## Un nouveau nom, l'OPAC
Par arrêté ministériel de mars 1987, l'OPHLM.VP, Établissement à caractère administratif, est transformé en Office public d'aménagement et de construction, établissement public à caractère industriel et commercial (EPIC).
Il est notamment présidé de 1982 à 1993 par Georges Pérol, condamné pour détournement de fonds publics dans l'affaire des HLM de Paris (cf. l’article détaillé)

## Paris Habitat, nouvelle identité
Un nouveau nom et logo sont révélés avec le changement de statut des OPAC en Office public de l'habitat. L'OPAC de Paris a pris officiellement le nom de Paris Habitat - OPH en juillet 2008.
En mai 2020, Paris Habitat délègue à Yespark la gestion de 1 400 places de stationnement et en 2024 à Stonal la digitalisation de 132 000 logements. 

## Organisation

### Directeurs généraux
- 1982-1993 : Georges Pérol
- 1993-2001 : Yves Laffoucrière
- 2001-2008 : Jean-François Gueullette
- 2008-2012 : Pierre-René Lemas
- 2012-2016 : Stéphane Dambrine
- 2016-2022 : Stéphane Dauphin
- 2022- : Cécile Belard du Plantys

### Secrétaires généraux
- 1987-1990 : Henry de Lesquen

[...]
- 1998-2002 : Jean-Yves Nessi